# Max Auschnitt
Max Auschnitt (scris și Ausschnitt sau Aușnit, n. 14 februarie 1888, Galați – d. 18 ianuarie 1957, New York, Statele Unite) a fost un industriaș din România, administrator delegat al Uzinelor și Domeniilor de Fier din Reșița (U.D.R.), cea mai mare societate pe acțiuni care a existat în România înainte de instaurarea regimului comunist.

## Biografie
Născut la Galați în anul 1888 în familia industriașului evreu Osias Ausschnitt, Max Auschnitt a absolvit Academia de Înalte Studii Comerciale și de Export din Viena, a fost președinte al Asociației generale de Industrie din Banat, vicepreședinte Uniunii Generale a Industriașilor din România și senator al Camerei de Comerț și Industrie din Galați.
Max Auschnitt a condus U.D.R. cu succes, aceasta având cel mai mare capital social din România (1 miliard lei), cea mai mare cifră de afaceri, cei mai mulți angajați - 16 669  în anul 1938, respectiv, 22 892 în 1948. Împreună cu fratele său Edgar deținea societatea Titan-Nădrag-Călan cu peste 4900 angajați în 1938. A făcut parte din conducerea a numeroase companii străine din Viena, Monaco și companii românești precum Societatea Română de Telefoane, Banca Chrissoveloni, etc.
În decembrie 1934 s-a convertit la religia creștină catolică și s-a căsătorit cu o româncă, Livia Pordea.  
În anul 1939 a căzut în disgrația regelui Carol al II-lea, cu care era partener de croaziere și partide de poker, în favoarea rivalului său, Nicolae Malaxa. A fost arestat și dat în judecată și condamnat la 6 ani închisoare. Întreprinderile sale  au fost „românizate” în ultima perioadă a Dictaturii regale și în timpul dictaturii antonesciene. În 1942 a fost eliberat din închisoare. În urma comutării sentinței la muncă în serviciul societății, pe care a efectuat-o la fostele sale întreprinderi. După căderea regimului antonescian procesul său a fost rejudecat și a fost achitat în toamna anului 1944.
În timpul celui de-al Doilea Război Mondial, Max Auschnitt și-a organizat și în SUA o bază pentru afacerile sale. Pentru a-i reprezenta interesele după încheierea războiului, Max Auschnitt l-a angajat pe Allen Dulles care, pe vremea aceea, era un avocat privat, priceput în a-și face intrarea la emigranții politici și în operațiuni secrete.
Văzând pericolul instalării regimului comunist a emigrat în Statele Unite ale Americii, unde a decedat în 1957. Toate proprietățile sale au fost confiscate de guvernul comunist în 1948.
După Revoluția Română din 1989, urmașii lui Max Auschnitt au dat în judecată statul român, cerând despăgubiri pentru confiscarea uzinelor Titan-Nădrag-Călan. Procesul pentru acordarea despăgubirilor a început în 2001. În anul 2011 s-a dat sentința finală care le dă dreptul moștenitorilor lui Auschnitt să primească despăgubiri de 37 de milioane de dolari, în acțiuni ale Fondului Proprietatea, precum și drepturile pentru mai multe imobile. Conform contractului de reprezentare, avocații primesc jumătate din suma totală, iar restul se împarte între trei moștenitori.

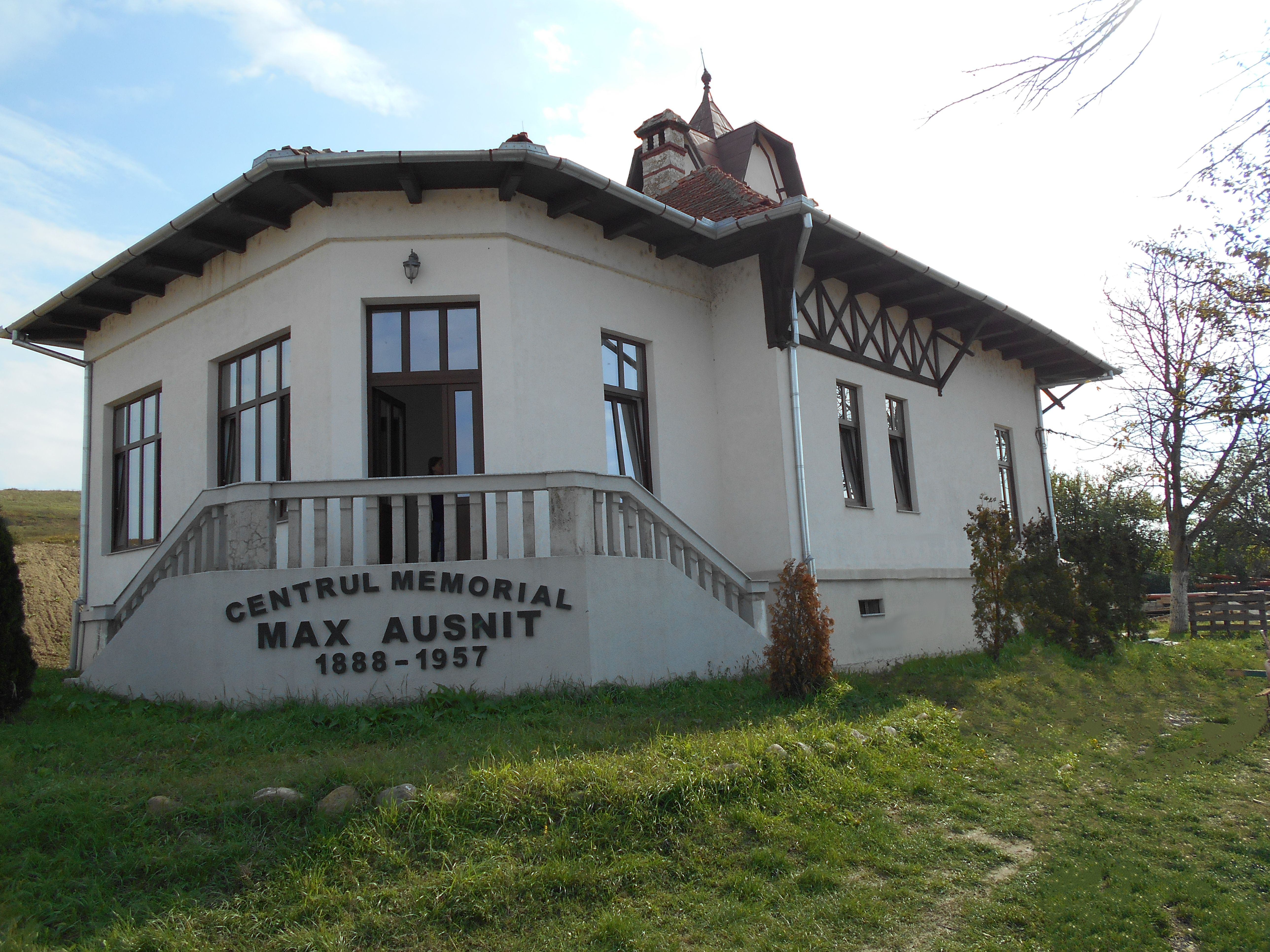
Intrarea în Centrul Memorial Max Ausnit din Lugoj

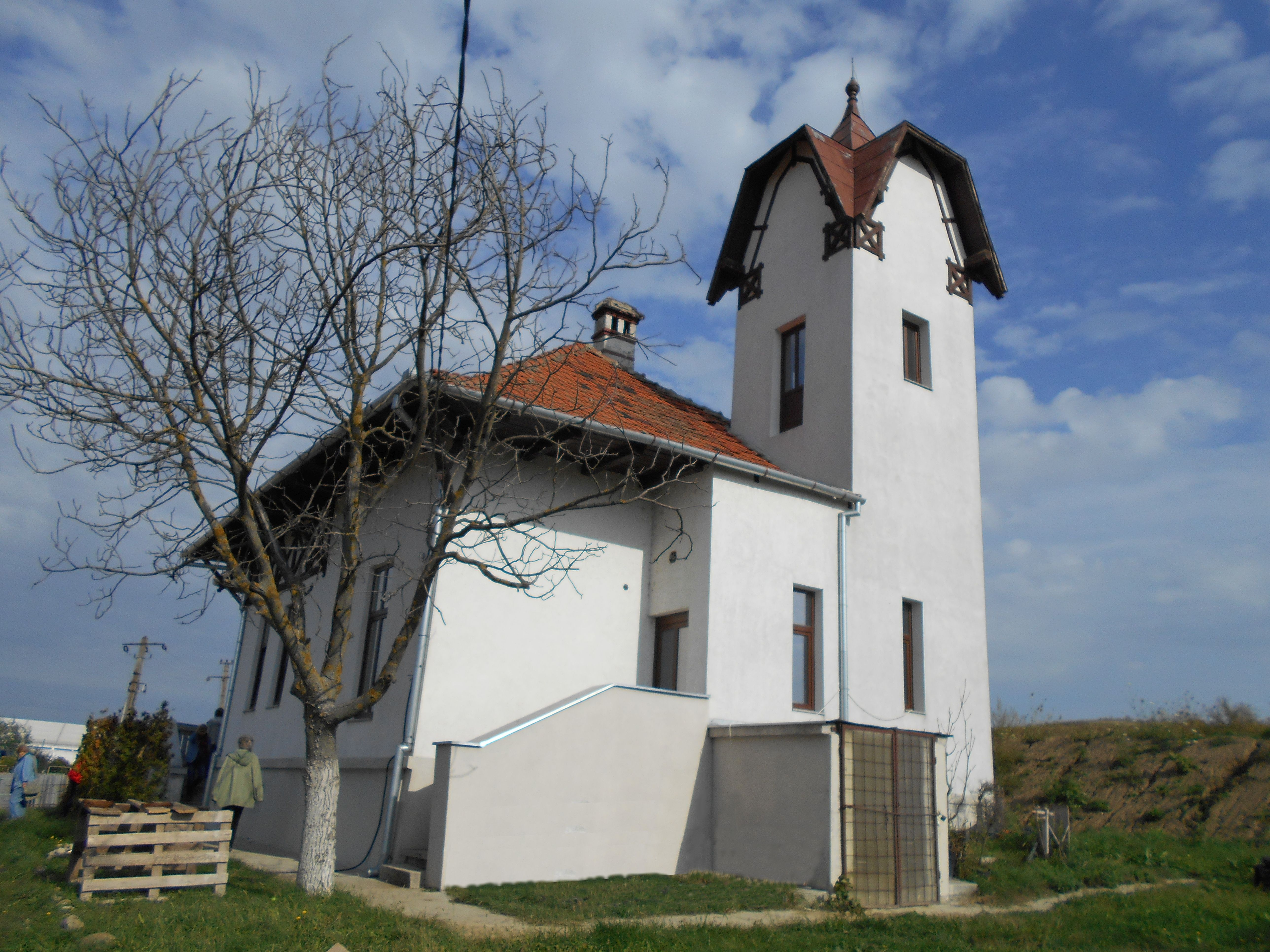
Centrul Memorial Max Ausnit din Lugoj - vedere laterală

În 2012, Steven Auschnitt, fiul lui Max Auschnitt, a revenit în România, la Lugoj, pentru a inaugura Centrul Memorial ridicat în onoarea tatălui său. Cu acest prilej, el a lansat și un proiect de afaceri în valoare de 15 milioane de euro, constând într-un complex de parcări, moteluri și restaurante pentru șoferii care tranzitează zona Banatului.
În istoria orașului Galați, îi rămâne asociată o casă cunoscută drept "Casa Auschnitt" situată pe Str. Domnească 70 pe care Auschnitt a cumpărat-o în 1921. Intrarea casei cu un etaj este din stradă, prin ușa din fier forjat și are coloane înalte, cu capiteluri de inspirație corintică, cu ziduri cu decorațiuni baroce. Parterul deține trei camere largi și culoar, alte șase camere sunt la etaj.

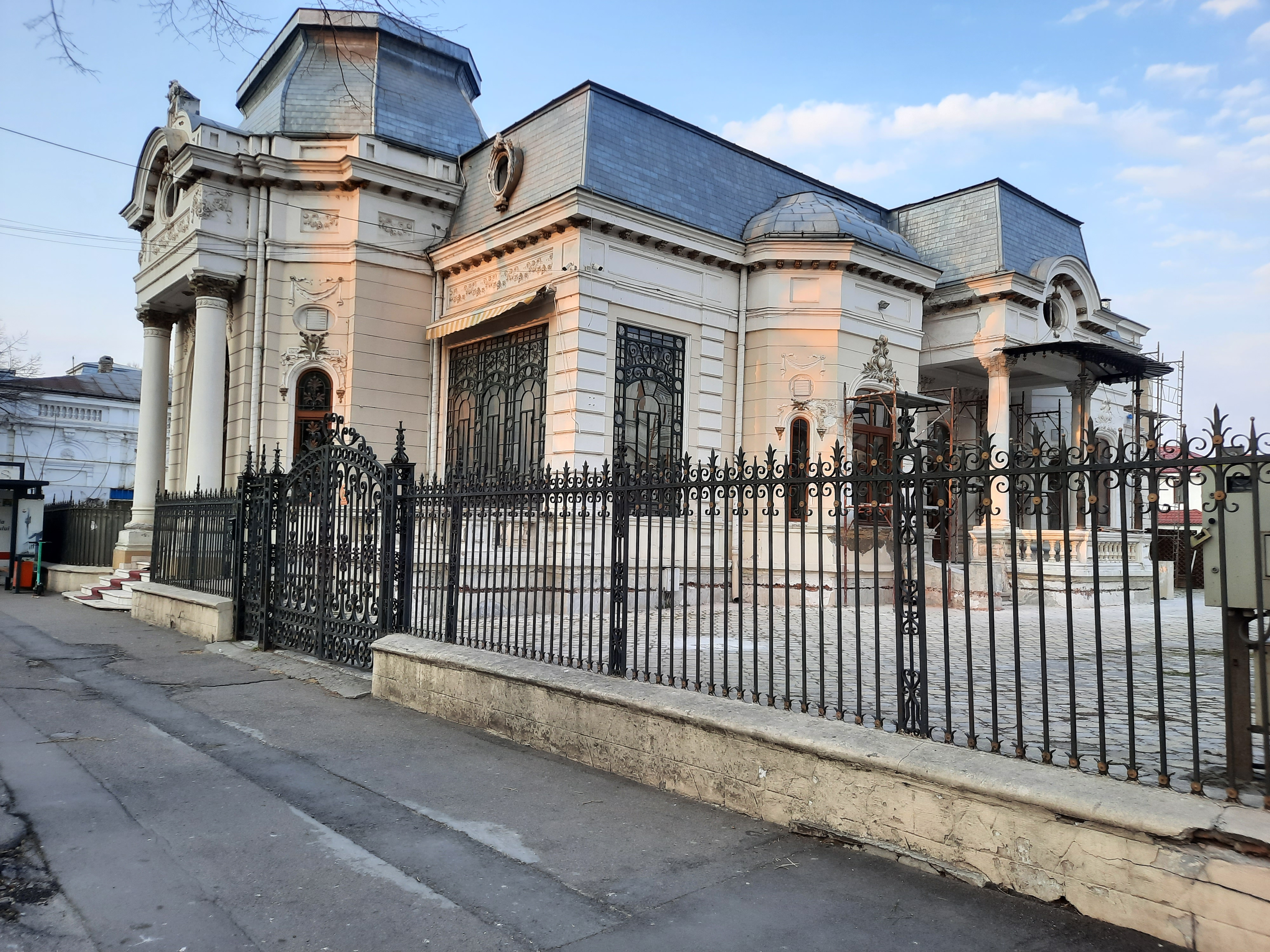
Casa Auschnitt, Galați